# La edad de la punzada
La edad de la punzada: Libro escrito por el escritor mexicano Xavier Velasco y publicado por Editorial Alfaguara en 2012. El libro está basado en la misma vida del autor, según confiesa en entrevista en el periódico la Jornada. El libro es una especie de autobiografía que aborda la edad de la preadolescencia, la adolescencia y la juventud. La historia se desarrolla en la Ciudad de México. El libro comienza cuando Velasco, un niño consentido, hijo de padres entre liberales y conservadores, que está empeñado en volverse todo un rufián. El relato comienza justo cuando el protagonista se convierte en el campeón del Instituto al ser el primer alumno en reprobar 11 materias al hilo. Pero lejos de preocuparse por su destino escolar, su mente está concentrada en esconder las calificaciones el mayor tiempo posible para que nada pueda impedir que sus sueños se hagan realidad, y por fin pueda conducir esa flamante moto.

## Historia
Xavier está esperando a que le entreguen calificaciones. Va en segundo de secundaria y detesta el ritual de entrega pública de boletas. Sobre todo ahora, cuando es llamado en primer lugar para avisarle que no solo ha reprobado todas las materias sino que, además, acaba de romper un nuevo récord: oficialmente es el peor alumno de la escuela, el peor de todos los tiempos. Eso a él poco le importaría si no fuera porque faltan contados días
para su cumpleaños catorce. Tiene que encontrar la forma de que sus padres no se enteren antes de que le den la prometida motocicleta de regalo.
A partir de ese momento, la vida del protagonista va dando giros de lo cómico a lo trágico con mucho drama de por medio. Él ha descubierto que
tiene una falla sistémica en su voluntad. Por más que se propone hacer ciertas cosas, por más que intenta estudiar para sus exámenes, por más que
se aboca a poner atención en las clases, le es imposible concentrarse.
Para colmo, el Simón Bolívar es una institución de inspiración religiosa y, lo peor de todo, solo para varones. Está en segundo de
secundaria, preso en un instituto que es la peor de sus pesadillas. No solo están sus deficiencias en el ámbito académico, también son claros sus
problemas de socialización. Se junta con pocos y ellos son el lumpen, lo más bajo en la cadena alimenticia, la mala influencia permanente. Junto con
ellos, se meterá en más problemas que cualquier otro, como cuando raya la pared de la escalera insultando a El Bóxer, el director de la secundaria, o
como cuando es descubierto como el autor de La oda a la gonorrea.
Por su casa las cosas mejoran casi de inmediato. Poseedor de una moto más potente que la de cualquier otro, se junta con una pequeña pandilla para
los que tampoco puede haber muchos calificativos virtuosos. Pero, en contra de lo que dice Alicia, su madre, no es que ellos sean mala influencia sino
que Xavier debe serlo para ellos. No por nada le ha dado un diabolazo en la nuca a uno de los niños menores o les ha lanzado bombas Molotov desde la
azotea de su casa para luego esperarlos parapetado con su rifle. Sea cual fuere el contexto, el protagonista sigue adoleciendo el mismo problema: desea a muchas mujeres, a muchas vecinas, a muchas fantasías, pero es incapaz de hablarles. Quizá la motocicleta sea una solución. Lo es en
una primera instancia, cuando consigue que Mina se suba a sus espaldas. El problema es que pronto descubrirá que lo que ella quiere es el vehículo,
mismo que le pide prestado para dar la vuelta a solas. Claro está que todos se burlarán de él. Algo similar pasará con Sheila pese a que logrará ser su amigo. El problema es que ella solo quiere eso: él no le resulta atractivo. Un milagro permite que termine la secundaria sin repetir año. Aunque, eso sí, tiene que hacer varios exámenes extraordinarios en tercero. Eso le significará un beneficio velado: no podrá ser inscrito en La Salle para la
preparatoria. Es un fracaso que le significa mucho: él ya no está dispuesto a continuar en una escuela solo para varones. Así que termina inscrito en La Salle del Pedregal. Pese a la homonimia, la institución es por completo diferente: hay puerta abierta, no hay una autoridad fascista y, sobre todo, hay mujeres. Además, está Trujano, el único compañero que llegó desde el Simón Bolívar.
Cuando está en la prepa Xavier ya tiene coche y éste le representa un sinnúmero de libertades. Tantas, que se ha vuelto un asiduo a los billares.
Como era de suponer, su rendimiento académico no mejora y, para colmo, se sigue juntando con lo peor de lo peor. Además, sigue sin poder concretar ninguna relación amorosa. Tanto, que mira con lascivia a Maritere y a Norma, las empleadas de su casa. Incluso las embosca para que lo vean en
ropa interior u hojeando revistas pornográficas. Xavier siente que su vida no va bien por culpa de todas esas pequeñas cosas que no lo dejan estar en paz. Sin embargo, está lejos de imaginar que lo peor está por venir: culpa de malentendidos y venganzas monumentales, su padre, que también se llama Xavier, es apresado por abuso de confianza. Iniciará un periodo aciago, lleno de contrastes. Las visitas a la cárcel son semanales. Ahí aprenderá las emociones más intensas, lo que significa un abrazo entre los tres, cómo se puede sobrevivir dentro. Al mismo tiempo, mientras Alicia se encarga de llevar a cabo los trámites para liberar a su esposo, Xavier se enfrenta con una nueva libertad. La misma que lo lleva al límite. Pronto estrellará su coche, por lo que irá a parar al Consejo Tutelar de Menores, El Tribilín. Serán apenas una veintena de horas; suficientes para descubrir un mundo en el que las cosas son por completo diferentes a lo que él conocía. Una experiencia que le dará fama: ninguno de sus conocidos ha estado preso. 
Además, es obligado a cambiar de escuela: reprobó el curso escolar y ya no será admitido. El Colegio Westminster será su nuevo hogar. Ahí se
enamorará de nuevo de lo inalcanzable pero se sentirá más en control. Pese a ello, seguirá buscando el límite, burlándose de todo y de todos, porque
sabe que es la única escapatoria para la angustia que le representa el encierro de su padre. Es una actitud que lo salva y que lo hunde. Sobre todo, cuando a su padre lo transfieren a una cárcel menos permisiva, dirigida por un sádico que disfruta de golpear a los reclusos incluso hasta la muerte.
Es cuando la familia cede. A cambio del perdón del dueño del banco le entregan la casa y muchos de sus bienes materiales. Ya no importa la
justicia ni ser poseedores de la verdad. Lo relevante ahora es salvar una vida y volver a empezar.

## Introducción
Xavier está esperando a que le entreguen calificaciones. Va en segundo de secundaria y detesta el ritual de entrega pública de boletas. Sobre todo ahora, cuando es llamado en primer lugar para avisarle que no solo ha reprobado todas las materias sino que, además, acaba de romper un nuevo récord: oficialmente es el peor alumno de la escuela, el peor de todos los tiempos. Eso a él poco le importaría si no fuera porque faltan contados días
para su cumpleaños catorce. Tiene que encontrar la forma de que sus padres no se enteren antes de que le den la prometida motocicleta de regalo.
A partir de ese momento, la vida del protagonista va dando giros de lo cómico a lo trágico con mucho drama de por medio. Él ha descubierto que
tiene una falla sistémica en su voluntad. Por más que se propone hacer ciertas cosas, por más que intenta estudiar para sus exámenes, por más que
se aboca a poner atención en las clases, le es imposible concentrarse.
Para colmo, el Simón Bolívar es una institución de inspiración religiosa y, lo peor de todo, solo para varones. Está en segundo de
secundaria, preso en un instituto que es la peor de sus pesadillas. No solo están sus deficiencias en el ámbito académico, también son claros sus
problemas de socialización. Se junta con pocos y ellos son el lumpen, lo más bajo en la cadena alimenticia, la mala influencia permanente. Junto con
ellos, se meterá en más problemas que cualquier otro, como cuando raya la pared de la escalera insultando a El Bóxer, el director de la secundaria, o
como cuando es descubierto como el autor de La oda a la gonorrea.
Por su casa las cosas mejoran casi de inmediato. Poseedor de una moto más potente que la de cualquier otro, se junta con una pequeña pandilla para
los que tampoco puede haber muchos calificativos virtuosos. Pero, en contra de lo que dice Alicia, su madre, no es que ellos sean mala influencia sino
que Xavier debe serlo para ellos. No por nada le ha dado un diabolazo en la nuca a uno de los niños menores o les ha lanzado bombas Molotov desde la
azotea de su casa para luego esperarlos parapetado con su rifle. Sea cual fuere el contexto, el protagonista sigue adoleciendo el mismo problema: desea a muchas mujeres, a muchas vecinas, a muchas fantasías, pero es incapaz de hablarles. Quizá la motocicleta sea una solución. Lo es en
una primera instancia, cuando consigue que Mina se suba a sus espaldas. El problema es que pronto descubrirá que lo que ella quiere es el vehículo,
mismo que le pide prestado para dar la vuelta a solas. Claro está que todos se burlarán de él. Algo similar pasará con Sheila pese a que logrará ser su amigo. El problema es que ella solo quiere eso: él no le resulta atractivo. Un milagro permite que termine la secundaria sin repetir año. Aunque, eso sí, tiene que hacer varios exámenes extraordinarios en tercero. Eso le significará un beneficio velado: no podrá ser inscrito en La Salle para la
preparatoria. Es un fracaso que le significa mucho: él ya no está dispuesto a continuar en una escuela solo para varones. Así que termina inscrito en La Salle del Pedregal. Pese a la homonimia, la institución es por completo diferente: hay puerta abierta, no hay una autoridad fascista y, sobre todo, hay mujeres. Además, está Trujano, el único compañero que llegó desde el Simón Bolívar.
Cuando está en la prepa Xavier ya tiene coche y éste le representa un sinnúmero de libertades. Tantas, que se ha vuelto un asiduo a los billares.
Como era de suponer, su rendimiento académico no mejora y, para colmo, se sigue juntando con lo peor de lo peor. Además, sigue sin poder concretar ninguna relación amorosa. Tanto, que mira con lascivia a Maritere y a Norma, las empleadas de su casa. Incluso las embosca para que lo vean en
ropa interior u hojeando revistas pornográficas. Xavier siente que su vida no va bien por culpa de todas esas pequeñas cosas que no lo dejan estar en paz. Sin embargo, está lejos de imaginar que lo peor está por venir: culpa de malentendidos y venganzas monumentales, su padre, que también se llama Xavier, es apresado por abuso de confianza. Iniciará un periodo aciago, lleno de contrastes. Las visitas a la cárcel son semanales. Ahí aprenderá las emociones más intensas, lo que significa un abrazo entre los tres, cómo se puede sobrevivir dentro. Al mismo tiempo, mientras Alicia se encarga de llevar a cabo los trámites para liberar a su esposo, Xavier se enfrenta con una nueva libertad. La misma que lo lleva al límite. Pronto estrellará su coche, por lo que irá a parar al Consejo Tutelar de Menores, El Tribilín. Serán apenas una veintena de horas; suficientes para descubrir un mundo en el que las cosas son por completo diferentes a lo que él conocía. Una experiencia que le dará fama: ninguno de sus conocidos ha estado preso. 
Además, es obligado a cambiar de escuela: reprobó el curso escolar y ya no será admitido. El Colegio Westminster será su nuevo hogar. Ahí se
enamorará de nuevo de lo inalcanzable pero se sentirá más en control. Pese a ello, seguirá buscando el límite, burlándose de todo y de todos, porque
sabe que es la única escapatoria para la angustia que le representa el encierro de su padre. Es una actitud que lo salva y que lo hunde. Sobre todo, cuando a su padre lo transfieren a una cárcel menos permisiva, dirigida por un sádico que disfruta de golpear a los reclusos incluso hasta la muerte.
Es cuando la familia cede. A cambio del perdón del dueño del banco le entregan la casa y muchos de sus bienes materiales. Ya no importa la
justicia ni ser poseedores de la verdad. Lo relevante ahora es salvar una vida y volver a empezar.